# Erebia hades
Erebia hades är en fjärilsart som beskrevs av Otto Staudinger 1882. Erebia hades ingår i släktet Erebia och familjen praktfjärilar. Inga underarter finns listade i Catalogue of Life.